# Медаль «За заслуги в допомозі під час землетрусу в Калабрії та Сицилії»
Медаль «За заслуги в допомозі під час землетрусу в Калабрії та Сицилії» (італ. Medaglia per il servizio presso l'Agenzia del terremoto in Calabria e Sicilia) — нагорода Королівства Італія.

## Історія
Медаль була заснована в Римі 6 травня 1909 року в трьох ступенях, щоб відзначити роботу з ліквідації наслідків Мессінського землетрусу 28 грудня 1908 року. Автор медалі — Луїджі Джоржі (італ. Luigi Giorgi; 1848—1912), золотих справ майстер, головний гравер Королівського монетного двору в Римі та перший директор-професор Школи медальєрного мистецтва.

## Опис
Залежно від ступеня медаль виготовлялася із золота, срібла або бронзи. Діаметр — 40 мм (для установ та кораблів) або 35 мм (для людей). На аверсі зображений профіль короля Італії Віктора Еммануїла III, навколо портрета — напис з ім'ям та титулом короля італійською мовою VITTORIO EMANUELE III RE D'ITALIA. На реверсі — вінок з дубових гілок з жолудями, всередині вінка напис італійською мовою TERREMOTO / 28 DICEMBRE 1908 / IN CALABRIA / E IN SICILLA (укр. Землетрус 28 грудня 1908 в Калабрії та Сицилії).
Медаль носилась на лівому боці грудей на зеленій стрічці з червоними смужками шириною 6 мм по краях. Королівським указом № 719 від 21 жовтня 1909 року колір країв замінили на білий.